# Yahagi (Schiff, 1943)
Die Yahagi (japanisch 矢矧) war ein Leichter Kreuzer der Agano-Klasse der Kaiserlich Japanischen Marine, der im Zweiten Weltkrieg zum Einsatz kam. Das Schiff wurde beim letzten offensiven Einsatz der Kaiserlichen Marine am 7. April 1945 von amerikanischen Flugzeugen versenkt.

## Geschichte

### Bau
Der Bauauftrag für die spätere Yahagi wurde mit der Baunummer 134 im Rahmen des 4. Kreis-Bauprogramms (Maru 4 Keikaku) von 1939 an die Marinewerft in Sasebo vergeben. Diese legte den Rumpf am 11. November 1941 auf Kiel. Die Schiffstaufe erfolgte am 20. August 1942 und das zu Wasser lassen am 25. September 1942 im Beisein von Prinz Nobuhito von Takamatsu, dem jüngeren Bruder von Kaiser Hirohito. Die Indienststellung erfolgte am 29. Dezember 1943 unter dem Kommando von Kaigun-taisa (Kapitän zur See) Yoshimura Masatake, welcher bereits seit dem 11. Oktober 1943 als sogenannter Oberster Ausrüstungsoffizier (japanisch 艤装員長, gisō inchō) mit der Baubelehrung beauftragt gewesen war.

### Einsatzgeschichte

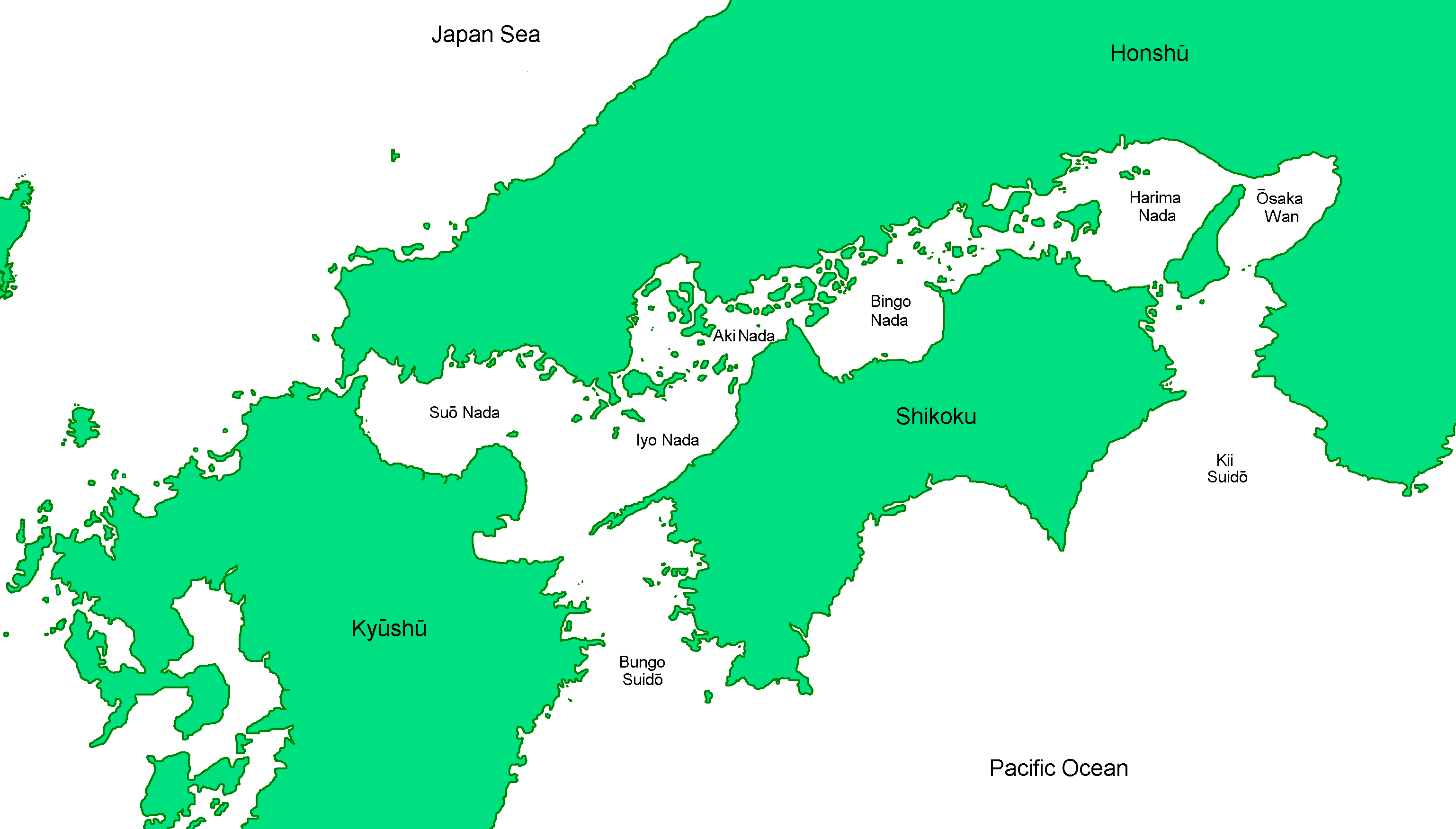
Seto-Inlandsee zwischen Kyūshū, Honshū und Shikoku

Nach der Indienststellung wird die Yahagi der 3. Flotte zugewiesen und Flaggschiff des 10. Zerstörergeschwaders unter dem Kommando von Kaigun-shōshō (Konteradmiral) Kimura Susumu. Vom 1. bis 4. Januar 1944 werden in der Region Suō-nada der Seto-Inlandsee Gefechtsübungen durchgeführt mit anschließendem Werftaufenthalt in Sasebo, wobei am 6. Januar Funkmessausrüstung (Radar) des Typ 21 eingerüstet wird. Am 10. Januar verlässt sie Sasebo um, nach Zwischenstopp zur Kraftstoffübernahme, von 13. bis zum 27. Januar weitere Gefechtsübungen in der westlichen Inlandsee durchzuführen. Diesen folgt vom 28. Januar bis 3. Februar ein Werftaufenthalt in Kure, wobei die leichte Flugabwehrbewaffnung auf 32 Rohre (acht Drillings- und acht Einzellafetten) 2,5-cm-Maschinenkanonen verstärkt wird.
Vom 6. bis 13. Februar gehört der Kreuzer zu einem Verband, bestehend aus dem Flugzeugträger Shōkaku, dem Schweren Kreuzer Chikuma und vier Zerstörern, die von der Insel Awaji-shima durch das östliche Südchinesische Meer nach Singapur verlegen. Bereits am 18. Februar verlässt das Schiff wieder Singapur um den südlich davon gelegenen Lingga-Inseln bis in den Mai weitere Ausbildung durchzuführen. Am 11. Mai verlegt das Schiff nach Tawi-Tawi auf den Philippinen, wo das Schiff sich einer Flotte (3 Flugzeugträger, 2 Schwerer Kreuzer und 9 Zerstörern) unter dem Befehl von Admiral Ozawa Jisaburō anschließt.
Am 13. Juni 1944 begannen die amerikanischen Streitkräfte mit dem Beschuss der Insel Saipan und damit der Eroberung der Marianen-Inseln („Operation Forager“). Daraufhin werden durch Admiral Toyoda Soemu, dem Befehlshaber der Kombinierten Flotte, alle verfügbaren Einheiten im Rahmen der „Operation A-gō“ mobilisiert. Am 19. bzw. 20. Juni 1944 kommt es daraufhin zur Schlacht in der Philippinensee, bei welcher die japanischen Streitkräfte drei Flugzeugträger und 476 Kampfflugzeuge verlieren. Die Yahaigi diente dabei als Sicherung konnte aber nicht verhindern das die beiden Flottenträger Shōkaku und Taihō durch U-Boote versenkt werden. Sie kann aber mit dem Zerstörer Urakaze etwa 100 Überlebende, weitere durch andere Begleitfahrzeuge, von beiden Schiffen retten.
Ende Juni bis Anfang Juli wird der Kreuzer in Kure eingedockt, dabei wird die Ausstattung mit 2,5-cm-Maschinenkanonen auf 48 Rohre (zehn Drillings- und achtzehn Einzellafetten) verstärkt und Radaranlagen der Typen 13 und 22 eingerüstet. Anschließend wird ein Personal- bzw. Materialtransport des Heeres nach Okinawa gesichert. Wobei die Sicherung, aufgeteilt in zwei Gruppen, neben der Yahagi aus vier Schlachtschiffen, neun Schweren Kreuzern, einem Leichten Kreuzer und vierzehn Zerstören besteht. Über Okinawa und Manila verlegt das Schiff in den Raum Singapur, wo es bis Mitte Oktober 1944 verbleibt.
Vom 24. bis zum 26. Oktober ist Kreuzer an der See- und Luftschlacht im Golf von Leyte beteiligt, wobei sie diese ohne nennenswerte Schäden und nur unter Verlust eines ihrer Bordflugzeuge, das von amerikanischen Jagdmaschinen abgeschossen wird, übersteht. Danach operiert sie vom 28. Oktober bis 16. November 1944 im Verband mit dem Schlachtschiff Yamato im Raum Brunei. Wobei am 16. November das 10. Zerstörergeschwader aufgelöst wird und die Yahagi Flaggschiff des neuen 2. Zerstörergeschwaders unter dem Kommando von Kaigun-shōshō (Konteradmiral) Komura Keizo wird. Ebenfalls am 16. um 18:30 verlässt eine Kampfgruppe, bestehend aus den Schlachtschiffen Yamato, Nagato, Kongō, der Yahagi, vier Zerstörern und zwei Kaibōkan, Brunei in Richtung Japan, wobei am 21. November die Kongō und der Zerstörer Urakaze durch Torpedos des amerikanischen U-Boot USS Sealion versenkt werden. In Japan angekommen wird die das Schiff vom 24. November bis 18. Dezember in Sasebo für Überholungen eingedockt.
Am 20. Dezember 1944 geht das Kommando von Kaigun-taisa (Kapitän zur See) Yoshimura Masatake, der neuer Kommandant des Schlachtschiffes Haruna wird, auf Kaigun-taisa Hara Tameichi, vormaliger Kommandant des Zerstörers Amatsukaze, über. Bereits am Folgetag verlegt der Kreuzer zur Insel Hashira-jima in der Bucht von Hiroshima, wo zusammen mit der Yamato die folgenden drei Monate Übungen durchgeführt werden.

### Untergang

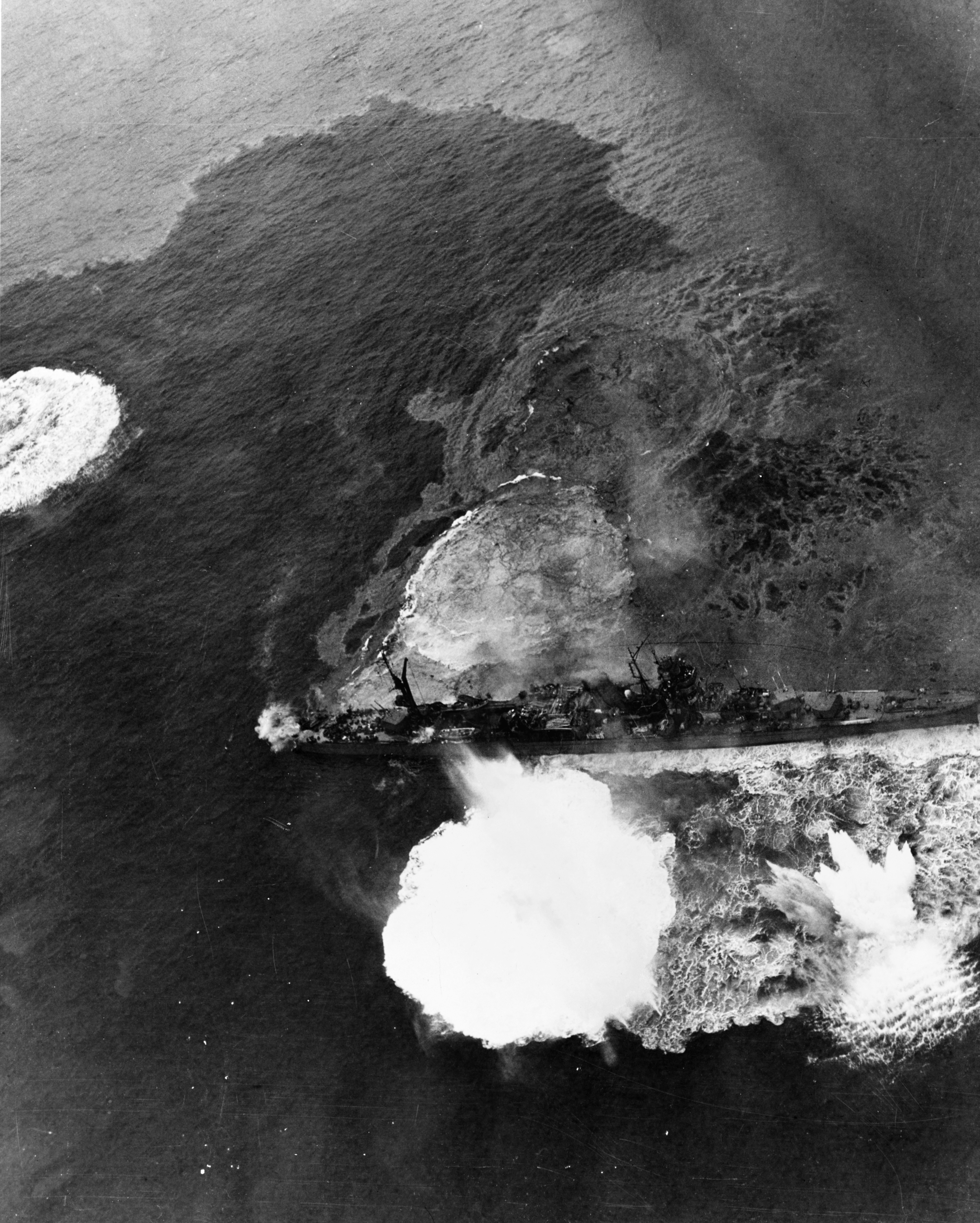
Die Yahagi liegt nach mehreren Treffern am 7. April 1945 bewegungslos im Wasser

Am 6. April um 15:20 verlässt das 2. Zerstörergeschwader, bestehend aus der Yahagi und acht Zerstörer, als Sicherung des Schlachtschiffes Yamato und unter dem Oberbefehl von Admiral Itō Seiichi Yokuyama um die amerikanischen Streitkräfte vor Okinawa im Rahmen der „Operation Ten-gō“ anzugreifen. Bereits wenige Stunden später wird der Verband durch zwei amerikanische U-Boote gesichtet. Am Folgetag kurz nach Mittag erfolgt ein Angriff durch 386 Flugzeuge, dabei wird der Kreuzer durch einen Torpedo getroffen und bleibt bewegungsunfähig liegen. Der Zerstörer Isokaze versucht zu helfen, aber nach weiteren zwölf Bomben- und sechs Torpedotreffern kentert das Schiff über die Steuerbordseite auf Position 30° 47′ N, 128° 8′ O. Konteradmiral Komura und Kapitän Hara können durch die Zerstörer Hatsushimo und Yukikaze gerettet werden, aber der Erste Offizier Kapitän zur See Uchino Nobuichi und weitere 445 Besatzungsmitglieder von etwa 1.000 gehen verloren. Auch die Yamato und die Zerstörer Asashio, Hamakaze, Isokaze und Kasumi werden im Laufe des Tages versenkt.
Die Yahagi wurde am 20. Juni 1945 aus der Flottenliste der Schiffe der Kaiserlichen Japanischen Marine gestrichen.

## Name
Die Yahagi ist nach dem Geschütztem Kreuzer gleichen Namens der Chikuma-Klasse, der von 1911 bis 1940 in Dienst stand, das zweite Kriegsschiff einer japanischen Marine, das diesen Namen trägt. Benannt nach dem Fluss Yahagi in der Präfektur Nagano.

## Liste der Kommandanten
| Nr. | Name                               | Beginn der Amtszeit | Ende der Amtszeit | Bemerkungen                                        |
| --- | ---------------------------------- | ------------------- | ----------------- | -------------------------------------------------- |
| 1.  | Kapitän zur See Yoshimura Masatake | 29. Dezember 1943   | 20. Dezember 1944 | seit 11. Oktober 1943 mit der Baubelehrung betraut |
| 2.  | Kapitän zur See Hara Tameichi      | 20. Dezember 1944   | 7. April 1945     |                                                    |